# Código Civil de Timor-Leste
O Código Civil de Timor-Leste é o diploma legal do ordenamento jurídico de Timor-Leste, oriundo de lei nacional, que dispõe sobre a regulação das relações jurídicas entre sujeitos jurídicos privados individuais ou coletivas.

## História
Oficializado em 14 de setembro de 2011 pela Lei nº 10/2011 aprovado e decretado pelo Parlamento Nacional nos conformes do n.º 1 do Artigo 95.º da Constituição de Timor-Leste.